# Wieland Jäger
Wieland Jäger (* 1944) ist ein deutscher Soziologe. Er ist Professor an der
FernUniversität Hagen und der Geisteswissenschaftlichen Universität Smolensk, deren Ehrendoktor er seit 2001 ist. Seine Schwerpunkte sind Industrie- und Arbeitssoziologie.

## Leben
Nach einem Studium der Soziologie an der Westfälischen Wilhelms-Universität in Münster und Feldforschung für die Sozialforschungsstelle an der Universität Münster (Abteilung „Soziologie der Entwicklungsländer“) im Senegal (Dipl.-Soz. 1972) arbeitete er als Katastrophensoziologe an der Universität Kiel und wurde mit einer grundlegenden Studie Katastrophe und Gesellschaft 1976 in Münster zum Dr. sc. pol. promoviert. Nach Lehre und Forschung an den Universitäten Dortmund, Münster und Wuppertal habilitierte er sich 1983 in Wuppertal für Soziologie.
Seit 1985 ist er Professor für Soziologie an der FernUniversität Hagen mit dem Schwerpunkt „Arbeit und Gesellschaft“, seit 2000 auch an der Staatlichen Pädagogischen Universität Smolensk (Russland). In Hagen wandte er sich den Problemen der Entwicklung der Erwerbsarbeit, der Industriegeschichte und dem heutigen Einsatz neuer Techniken in Industrie und Verwaltung zu. Mit dem Ende des Sommersemesters 2009 endete seine Dienstzeit.

## Publikationen (Auswahl)
- Katastrophe und Gesellschaft, Luchterhand, Neuwied 1977
- Gesellschaft und Entwicklung. Eine Einführung in die Soziologie sozialen Wandels, Weinheim 1981
- Industrielle Arbeit – Technische Entwicklung – Sozialer Wandel. Zur Einheit von Theorie und Methode in der soziologischen Forschung, Wuppertal 1982
- (mit Dietmar Riemer): Aufwertung der Arbeit? Alternative Arbeitsformen und Wandel der Industriearbeit, Opladen 1987
- (mit Werner Fricke): Sozialwissenschaften und Industrielle Demokratie, Bonn 1988
- (mit Thomas Hardwig): Neue Unternehmen und Alternative Betriebe, Wiesbaden 1991
- (mit Wolfgang Beywl): Wirtschaftskulturen und Genossenschaften, Wiesbaden 1994
- (mit Dieter Buck): Personalentwicklung in der Öffentlichen Verwaltung, Wiesbaden 1997
- Reorganisation der Arbeit. Ein Überblick zu aktuellen Entwicklungen, Westdeutscher Verlag, Wiesbaden 1999, ISBN 3-531-13473-6
- (mit Hanns-Joachim Meyer): Sozialer Wandel in soziologischen Theorien der Gegenwart Wiesbaden 2003
- (mit Marion Baltes-Schmitt): Jürgen Habermas – Einführung in die Theorie der Gesellschaft, Wiesbaden 2003
- (Hg., mit Uwe Schimank): Organisationsgesellschaft. Facetten und Perspektiven, VS Verlag für Sozialwissenschaften, Wiesbaden 2005, ISBN 978-3-531-14336-1
- (Hg., mit Rainer Schützeiche): Universität und Lebenswelt. Festschrift für Heinz Abels, VS Verlag für Sozialwissenschaften, Wiesbaden 2008, ISBN 3-531-15713-2
- (mit Arthur R. Coffin): Die Moral der Organisation. Beobachtungen in der Entscheidungsgesellschaft und Anschlussüberlegungen zu einer Theorie der Interaktionssysteme, VS Verlag für Sozialwissenschaften, Wiesbaden 2011, ISBN 978-3-531-17676-5
- (mit Arthur R. Coffin): Jenseits der Kontrollillusion: Auf dem Weg zu einer Medientheorie der Führung und des Vertrauens in Organisationen, Beltz Juventa, Weinheim 2014, ISBN 978-377-992-726-6
- (mit Arthur R. Coffin): Die Macht der Organisation, Beltz Juventa, Weinheim 2016, ISBN 978-3-7799-3468-4

| Personendaten    | Personendaten       |
| ---------------- | ------------------- |
| NAME             | Jäger, Wieland      |
| KURZBESCHREIBUNG | deutscher Soziologe |
| GEBURTSDATUM     | 1944                |